# Michel Pensée
Michel Pensée (Yaoundé, Camerun, 16 de juny de 1973) és un exfutbolista camerunès. Va disputar 5 partits amb la selecció del Camerun.